# Simo Angin Angin
Simo Angin Angin is een bestuurslaag in het regentschap Sidoarjo van de provincie Oost-Java, Indonesië. Simo Angin Angin telt 2665 inwoners (volkstelling 2010).